# Clos du Chemin Creux
Pour les articles homonymes, voir Chemin creux.
Le clos du Chemin Creux (en néerlandais : Holleweggaarde) est un clos bruxellois de la commune de Schaerbeek qui va de la place Bichon au chemin du Forgeron.
La numérotation des habitations va de 1 à 3 pour le côté impair et de 2 à 4 pour le côté pair.